# Domenico Vallino
Domenico Vallino (Bra, 24 luglio 1842 – Biella, 28 agosto 1913) è stato un alpinista e fotografo italiano.
Nacque a Bra da una nobile famiglia piemontese e dopo aver ricevuto il permesso di vendita del Regio Lotto, si trasferì a Biella nel 1870. Fu il primo segretario della sezione biellese del CAI nel 1872, in seno alla quale l'anno successivo pubblicò Una Guida per gite ed escursioni nel Biellese. Fu nominato responsabile della biblioteca pubblica nel 1879, occupò l'incarico di presidente del CAI di Biella dal 1894 al 1899 e contemporaneamente quello di direttore. 
Fu eletto dal consiglio comunale Sindaco di Biella dal novembre del 1898 (facente funzione fino all'agosto del 1899, poi effettivo) al 1901. In seguito svolse il ruolo di amministratore delegato del santuario di Oropa fino al 1911, periodo nel quale si occupò della costruzione della Tranvia Biella-Oropa.
Alpinista ed etnologo, bozzettista disegnatore, conoscente di Giuseppe Venanzio Sella e amico di Vittorio Sella, con il quale partecipò a numerose spedizioni, tra cui una sul Caucaso, pubblicò con quest'ultimo Monte Rosa e Gressoney nel 1890. Nel 1898 le sue fotografie vennero stampate nel volume Il Biellese, edito dal CAI. 
Nel 1911 Alessandro Roccavilla volle alcune sue fotografie per l'allestimento dell'Esposizione di Etnografia Italiana di Roma, celebrativa del cinquantesimo anniversario dell'Unità d'Italia. Ancora nel 1913 le sue fotografie comparvero sulla rivista "The Studio" a corredo del contributo di Roccavilla su L'Art rustique en Italie. Alcune sue immagini sono state utilizzate per la produzione di cartoline illustrate.

## Opere
- Una Guida per gite ed escursioni nel Biellese, Biella 1873
- In Valsesia. Album d'un Alpinista, Biella 1878
- Dans la Vallée d'Aoste. Albums d'un Alpiniste, Biella 1880
- Guida per gite alpine nel Biellese e indicazioni sulle industrie del circondario, Biella 1886
- Nel Caucaso centrale, V. Sella e D. Vallino, Torino 1890
- Monte Rosa e Gressoney, V. Sella e D. Vallino, Biella 1890
- Il Biellese, Milano 1898